# Steven Greenberg

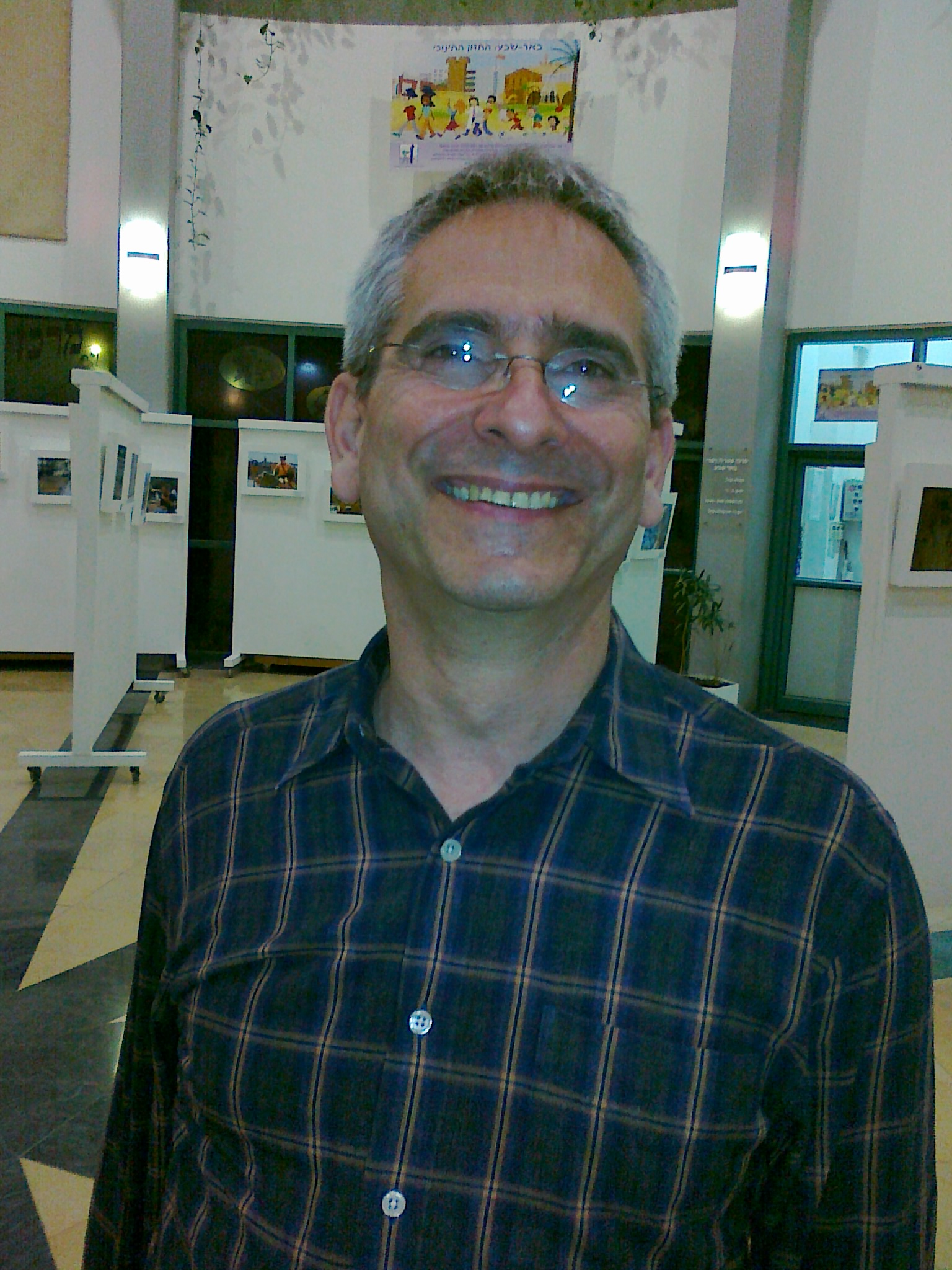
Steven Greenberg (2013)

Steven J. Greenberg (* 19. Juni 1956) ist ein US-amerikanischer Rabbiner mit einer Ordination als orthodoxer Rabbiner der Yeshiva University in New York. Er wird oft als „der erste offen homosexuelle orthodoxe Rabbiner“ bezeichnet. Greenberg ist am National Jewish Center for Learning and Leadership (CLAL) tätig. 2004 erschien sein Buch über Homosexualität im Judentum Wrestling with God and Men. Homosexuality in the Jewish Tradition, das mit dem 2005 Koret Jewish Book Award für Philosophie ausgezeichnet wurde.
Greenberg wird als Nummer 44 auf der Daily Beast- und Newsweek-Liste der 50 bedeutendsten amerikanischen Rabbiner für das Jahr 2012 geführt.

## Leben
Greenberg ist der Sohn konservativ-jüdischer Eltern und wuchs in Columbus, Ohio auf. Als 15-Jähriger begann er Unterricht bei einem orthodoxen Rabbiner zu nehmen. Nach seiner Schulausbildung studierte er an der Yeshiva University in New York, und an der Jeschivat Har Etzion, einer Chesder Jeschiwa in Judäa in der Nähe von Jerusalem. Greenberg schloss sein Studium an der Yeshiva University mit einem Bachelor in Philosophie ab und erhielt seine Ordination als Rabbiner vom Rabbi Isaac Elchanan Theological Seminary (RIETS).
Am Anfang seiner beruflichen Laufbahn amtete er als Rabbiner in einer orthodox-jüdischen Gemeinde auf Roosevelt Island in New York, seit 1985 ist er am National Jewish Center for Learning and Leadership (CLAL), einem amerikanisch-jüdischen Think-Tank tätig.
Greenberg lebt mit seinem Partner und ihrer im November 2010 geborenen Tochter in Cincinnati.

## Homosexualität und orthodoxes Judentum
In den Medien wird Greenberg häufig als „der erste offen homosexuelle orthodoxe Rabbiner“ bezeichnet, seit er sich 1999 in einem Artikel in der israelischen Zeitung Maariw als homosexuell outete und im Jahr 2001 im Film Trembling Before G-d, einem Dokumentarfilm über orthodox jüdische homosexuelle Frauen und Männer, mitgewirkt hatte.
Von orthodox-jüdischer Seite wird teilweise in Frage gestellt, dass er noch als orthodoxer Rabbiner gelten kann, besonders seit in den Medien berichtet wurde, er habe im November 2011 in Washington in einer Synagoge ein homosexuelles männliches Paar getraut. Bereits kurz nach Erscheinen des ersten Berichtes über die Trauung hatte Greenberg in einer Erklärung klargestellt, dass es sich bei der Zeremonie zwar um eine Trauung nach dem Gesetz des Distrikts von Columbia, nicht aber um eine religiöse jüdische Trauung gehandelt hatte. Die Erklärung wurde kurze Zeit später in den USA auch in der jüdischen Presse publiziert.
Als Reaktion auf die Zeremonie wurde eine von gut einhundert orthodoxen Rabbinern unterzeichnete Erklärung veröffentlicht, die homosexuelle Ehen als „Entweihung von Werten der Tora“ (“desecration of Torah values”) bezeichnet.

## Werke (Auswahl, englisch)
- Yaakov Levado, (Steven Greenberg), “Gayness and God”, Tikkun, 1993.
- Steven Greenberg, “The Roots of Secular Humanistic Judaism”. Shma, September 2000.
- ____ “Same-Sex Civil Marriage”. CLAL on Culture, 2000.
- ____ “Between Intermarriage and Conversion: Finding a Middle Way”. CLAL Spirit and Story, 2001.
- ____ Wrestling with God and Men: Homosexuality in the Jewish Tradition (PDF; 2,3 MB). University of Wisconsin Press, 2004. ISBN 0-299-19090-0
  - “It Is Not Good for Man To Be Alone”. Buchbesprechung von Jay Michaelson in The Jewish Daily Forward, April 30, 2004.
- Steven Greenberg und Danny Wohl, “Prayer to accompany the Torah reading of Leviticus 18 on Yom Kippur Afternoon”.